# Bembidion fluviatile
Bembidion fluviatile es una especie de escarabajo del género Bembidion, familia Carabidae. Fue descrita científicamente por Dejean en 1831.
Habita en Afganistán, Albania, Austria, Azerbaiyán, Bielorrusia, Bélgica, Bosnia y Herzegovina, Croacia, Chequia, Francia, Georgia, Alemania, Gran Bretaña, Grecia, Hungría, Irán, Irak, Italia, Kirguistán, Lituania, Moldavia, Marruecos, Países Bajos, Polonia, Rumania, Eslovaquia, España, Suiza, Túnez, Turquía, Ucrania y Emiratos Árabes Unidos.